# Astrolab B
Astrolab B, Astrolab-B (auch sumerischer, babylonischer und assyrischer Kalender) ist die wissenschaftliche Bezeichnung einer mesopotamischen Kompilation, die auf Keilschrifttafeln astronomische Positionen von Planeten, Sternen und Sternbildern in einem Jahreskalender auflistet.

## Herkunft
Schon in sumerischen Inschriften werden im 3. Jahrtausend v. Chr. Sterne und Sternbilder mit den Hauptgottheiten identifiziert und gleichgesetzt. In den nachfolgenden Epochen bestimmten ihre Sichtbarkeiten am Nachthimmel die religiösen Kulte und Prozessionen. Die sumerische Bezeichnung MUL wurde für die heutigen Begriffe Planet/Stern/Sternbild als Einheitsbegriff benutzt, da die funkelnden Planeten als Stern angesehen wurden und die Sternbilder aus den Einzelsternen bestehen.
MUL wurde dem genannten Objekt als Determinativ vorangestellt, beispielsweise MULBAN (Bogen) für das Sternbild Großer Hund. Die sumerischen Namensbezeichnungen wurden von den späteren Dynastien und Nachbarländern nahezu unverändert übernommen und im Kalender nur den jeweiligen zeitlichen Sichtbedingungen angepasst.
Manche Wissenschaftler sehen in der Keilschrift-Serie MUL.APIN eine Verwandtschaft zu Astrolab B, aber es handelt sich hier um verschiedene Texte, die auch zu verschiedenen Zeiten entstanden. Während Astrolab B ein einzelner Text ist, wurde MUL.APIN als eine Art Kompendium über viele Jahrhunderte immer wieder kopiert und weiter verwendet.  
Die Sternbilder und Sterne können in allen babylonischen Texten nicht mit völliger Sicherheit identifiziert werden. Hierzu gibt es aktuelle Forschungsprojekte, aber unvollständige Daten können nicht hinzu erfunden werden.

## Ordnungsprinzip der Astrolab-B-Kompilation
Der Nachthimmel wurde in drei Abschnitte unterteilt, die den obersten sumerischen Gottheiten Anu, Enlil und Enki unterstellt waren. Jede Gottheit erhielt zwölf Monatsnamen für ihren Aufsichtsbereich. Jeder Monat bestand aus drei abwechselnden Götterwochen, die jeweils zehn Tage andauerten. Einer Woche war ein Himmelsobjekt der zugehörigen Gottheit zugewiesen. Somit ergaben sich 36 MUL-Objekte.
Besondere wissenschaftliche Beachtung wurde der Tatsache zugemessen, dass den heutigen zwölfmonatigen astronomischen Tierkreissternbilder neun von zwölf sumerischen Monaten mit deren Namen und Einteilungen unverändert entsprechen.

### Die Astrolab-B-Einteilungen
Die nachfolgenden Einteilungen und Sichtbarkeiten wurden um 1100 v. Chr. von Tukulti-apil-Ešarra I. erstellt. Der Verfasser der Keilschrifttafeln weist ausdrücklich auf den Umstand hin, dass es sich um die Zeitpunkte des heliakischen Aufgangs der Himmelsobjekte handelt. Damit ist entweder der gemeinsame Aufgang mit der Sonne in der Morgendämmerung oder der Aufgang mit der gleichzeitig untergehenden Sonne in der Abenddämmerung gemeint.
Es gilt dabei den Umstand zu berücksichtigen, dass der neue Tag in den mesopotamischen Kulturen mit dem Untergang der Sonne in der Abenddämmerung begann und Morgenaufgänge etwa, je nach Jahreszeit, die Tagesmitte markieren. Im Gegensatz dazu begann beispielsweise im Alten Ägypten der Tag mit der Morgendämmerung. Die Zuordnungen im Astrolab B sind daher in Hinsicht auf die veränderten Tageszählungen zu berücksichtigen.

### Die Astrolab-B-Sichtbarkeiten (Morgenaufgänge)
Je nach Helligkeit des Objekts und Jahreszeit kann die Sichtung des gemeinsamen Aufgangs nur dann erfolgen, wenn lichtschwache Sterne oder Sternbilder mindestens eine Stunde vor dem eigentlichen Sonnenaufgang bereits am Horizont auftauchen. Die tatsächlichen Aufgänge zeigen den deutlich früheren Kalenderursprung in sumerischen Zeiten, da die Konstellationsdaten nicht mehr übereinstimmen. Zur Zeit des Hesiod wurde der heliakische Frühuntergang der Plejaden am 3. November in den Breitengraden Griechenlands in ähnlicher Weise für kalendarische Einteilungen benutzt.
| MUL-Name                                                                  | Übersetzung             | Himmelsobjekt     | Anmerkungen                                   | Datum         |
| ------------------------------------------------------------------------- | ----------------------- | ----------------- | --------------------------------------------- | ------------- |
| Nisannu, Guter Anfang, Einsetzen des Königs                               |                         |                   |                                               |               |
| IKU (Enki-Woche)                                                          | Ackerstück              | Pegasus           | Oberes Pegasus-Viereck                        | 7. März       |
| DILI.BAT (Anu-Woche)                                                      | Herrin der Götter       | Venus             | Herrscherin über die sieben Hauptgottheiten   |               |
| APIN (Enlil-Woche)                                                        | Pflug                   | Triangulum        |                                               |               |
| Ajaru, Feuchtbodenöffnung, Anspannen der Rinder                           |                         |                   |                                               |               |
| MUL.MUL                                                                   | Haarbüschel             | Plejaden          | Gott der Sieben                               | 9. Mai        |
| ŠU.GI                                                                     | Wagenlenker             | Perseus           |                                               | 11. April     |
| ANU.NI.TUM                                                                | Heiliger Tempel des Anu | Pegasus           |                                               |               |
| Simanu, Ziegelformen für den König, Bewohner bauen Häuser/Hütten          |                         |                   |                                               |               |
| SIPA.ZI.AN.NA                                                             | getreuer Himmelshirte   | Orion             | Gott der Sieben                               | 18. Juni      |
| UR.A                                                                      | Löwin                   | Löwe              |                                               | 3. August     |
| MUŠ                                                                       | Schlange                | Hydra             |                                               |               |
| Dumuzi, Fesselung des Dumuzi, Spätsaat                                    |                         |                   |                                               |               |
| KAK.SI.SA                                                                 | Meereslanze             | Wasserschlange    | Gott der Sieben als KAK.TAG.GA (Himmelspfeil) | 9. Juli       |
| MAŠ.TAB.BA                                                                | kleine Zwillinge        | Zwillinge         | c und ν 18 vom Sternbild Zwillinge            |               |
| U.AL.TAR                                                                  | Signalgeber             | Jupiter           |                                               |               |
| Abum, Entzündung des Kohlebeckens, Monat des Bilgamesch                   |                         |                   |                                               |               |
| BAN                                                                       | Bogen                   | Großer Hund       | Gott der Sieben                               |               |
| MAŠ.TAB.BA.GAL                                                            | große Zwillinge         | Zwillinge         |                                               | 25. Juni      |
| MAR.GID.DA                                                                | Lastenwagen             | Großer Wagen      |                                               |               |
| Ululu, Reinigung der Inanna im Ordalfluss                                 |                         |                   |                                               |               |
| BIR                                                                       | Niere                   | Canopus           | Symbolisch auch Nanna                         |               |
| UGA                                                                       | Rabe                    | Rabe              |                                               |               |
| ŠU.PA                                                                     | Himmelshüter            | Bärenhüter        | Gott der Sieben                               | 23. September |
| Tašritu, Opfer der Jahreserstlinge für das offene Kohlenbecken (KI.NU.NU) |                         |                   |                                               |               |
| NIN.MAH                                                                   | Feier des Bergsterns    | Segel des Schiffs | Gleichsetzung zu Inanna                       |               |
| ZI.BA.NI.TUM                                                              | Waage                   | Waage             |                                               |               |
| EN-TE-NA-BAR.GUZ                                                          | Herrin der ?            | Zentaur           |                                               |               |
| Araḫsamna, Hacke und Pflug im Streitgespräch, Erntefest 2. Saat           |                         |                   |                                               |               |
| UR.DIM                                                                    | Wolf                    | Schlange          |                                               |               |
| GIR.TAP                                                                   | Skorpion                | Skorpion          | Gott der Sieben; Stern der Išhara             | 12. November  |
| HA.NIŠ                                                                    | ?                       | Alpha Centauri    |                                               | 24. November  |
| Kislimu, Überfluss und Fülle, Monat des Nergal                            |                         |                   |                                               |               |
| SAL.BAT.ANU                                                               | Wildes Himmelsfeuer     | Mars              |                                               |               |
| U.KA.TUH.A                                                                | Panther                 | Schwan            | Mit Kepheus                                   |               |
| UZ                                                                        | Ziege                   | Leier             |                                               |               |
| Tebetu, Überflutung der Täler, Schrecklicher Glanz der Inanna             |                         |                   |                                               |               |
| GU.LA                                                                     | Riese                   | Wassermann        | Glücksstern des Königs                        | 29. Januar    |
| AL.LUL                                                                    | Krebs                   | Füllen            |                                               |               |
| A.MUŠEN                                                                   | Adler                   | Adler             |                                               | 15. Dezember  |
| Šabatu, Steppenkräuter, Monat der Wildtauben und Adler                    |                         |                   |                                               |               |
| NU.MUŠ.DA                                                                 | Gewimmel                | Kranich           |                                               |               |
| ŠIM.MAH                                                                   | Schwalbe                | Pegasus           |                                               |               |
| DA.MU                                                                     | ?                       | Delphin           |                                               |               |
| Addaru, Füllen der Steppentennen                                          |                         |                   |                                               |               |
| KU                                                                        | Fisch                   | Südlicher Fisch   |                                               |               |
| KU.A                                                                      | Der oben Stehende       | Leier             | Gott der Sieben                               |               |
| AMAR.DU                                                                   | Marduk                  | Südlicher Fisch   | Stern des Marduk                              |               |

## Die Jahreszeiten in Verbindung mit dem Astrolab B

### Herbst

#### Wein- und Feigenlese
Der Herbst galt als Zeit der Aussaat. Die Trauben- und Feigenlese wurde meist in den Monaten August bis Oktober vollzogen. Das alte orientalische Sprichwort Wenn der August kommt, schneide die Trauben dokumentiert die Haupttätigkeit im August. Während dieser Zeit bedürfen die Trauben und Feigen der ständigen Beobachtung, da die eintreffenden Zugvögel (siehe auch Bienenfresser) sonst die Ernte gefährdet hätten. Deshalb bauten sich die Bewohner kleine Schilfhäuschen, in Waldgegenden auch Laubhütten genannt, und bewohnten diese durchgehend bis zum Ende der Wein- und Feigenlese.
Im Alten Testament wird jene Zeit auch als Wohnen unter Weinstock und Feigenbaum bezeichnet. Der Aufenthalt in den Hütten wurde in mesopotamischen Gegenden mit dem Traubenfest beendet: Im Oktober gehen vorüber die Trauben und Feigen. Im Gezer-Kalender werden die Monate September und Oktober auch Einheimsungsmonate genannt. In Griechenland entspricht diese Zeit dem Oktober und November als Fest der Pyanepsie (Bergung sämtlicher Ernte).

#### Weizensaat
Im aramäischen Werk Wettstreit des Weizens mit dem Golde, das mesopotamischer Herkunft ist, wird berichtet: Der Weizen sagt, dass er nun im Herbst und Herbst gesät werden will und meint durch die Doppelnennung Herbst und Herbst die zweimonatige Aussaat im Oktober und November.

#### Zugvögel
Zur Aussaat erschien in großen Schwärmen der Star und ernährte sich von den Getreidesamen. Da sie bei besonders zahlreichem Auftreten als gutes Omen für die Ernte bewertet wurden, erfolgte eine mengenmäßig höhere Aussaat, wodurch sich das Omen selbst erfüllte. Der Storch, auch Aprilflieger genannt, fungierte als Schlangenvertilger. Der Durchzug des Kranich signalisierte meist im Oktober die Zeit des bevorstehenden Regens.
Gleiches galt für das Auftauchen der Schwalben und der Turteltauben, die später mit dem Storch die gemeinsame Rückreise antraten. Die Wachtel tauchte ebenfalls in Massenschwärmen auf und ernährte sich von den zur Ernte bereitstehenden Oliven. Ihre Hauptzeit begann Ende August und dauerte bis Anfang Oktober, ehe sie weiter zur ägyptischen Küste zog. Als kulinarische Spezialität wurden die Wachteln in hochstehenden Netzen gefangen.